# LibraryThing
LibraryThing és un lloc web per a la catalogació compartida, una mena d'experiment social per a compartir catàlegs, comentaris i valoracions de llibres. Aprofita tecnologies de tipus Z39.50 per capturar dades bibliogràfiques de catàlegs públics d'arreu del món. El lloc web està disponible en moltes llengües (també en català), i les traduccions també s'assoleixen d'una manera cooperativa.
LibraryThing va ser desenvolupat per Tim Spalding i va començar a estar accessible l'agost de 2005.